# Anneliese Wertsch
Anneliese Wertsch (20 de enero de 1922 – 3 de julio de 2008) fue una actriz alemana.

## Biografía
Nacida en Wurzburgo, Alemania, era hija del presidente de un Tribunal de Distrito. En 1949 llegó al grupo teatral Fränkisches Theater Schloss Maßbach, actuando en una de las primeras representaciones de la compañía en Wetzhausen. Allí interpretó muchos papeles destacados hasta mediados de los años 1950, entre ellos el de Catalina en la obra de William Shakespeare La fierecilla domada y la Princesa de Éboli en la de Friedrich Schiller Don Carlos, actuando además en la pieza de August Strindberg Brott och brott, en la de Jean-Paul Sartre Las manos sucias y en la de Lope de Vega La discreta enamorada.
En esa época Wertsch estuvo un tiempo casada con el fundador del Fränkischen Theaters, Oskar Ballhaus. La pareja tuvo a Verena Ballhaus, ilustradora de libros infantiles. Más adelante, Wertsch actuó en escenarios de Celle, Bremen y Mannheim.
Junto a su segundo marido, el actor y director Götz Olaf Rausch, actuó en el Westfälische Kammerspiele, en Paderborn, interpretando obras como la de Henrik Ibsen Peer Gynt.
Continuó siempre asociada al Fränkischen Theater, que se había trasladado a Maßbach, haciendo entre sus últimos papeles el de abuela en la pieza de Robert Thomas 8 mujeres, y el de Desolina en Don Camillo.
Wertsch hizo también algunas actuaciones televisivas, entre ellas en 1989 el episodio de la serie Tatort titulado Bier vom Faß.
Anneliese Wertsch falleció en Bad Kissingen, Alemania, en 2008.